# 1934 en ski alpin
Chronologie du ski alpin
1933 en ski alpin - 1934 en ski alpin - 1935 en ski alpin
Les faits marquants de l'année 1934 en ski alpin

## Événements

### Février
- 15-17 février : Quatrième édition des Championnats du monde de ski alpin sur le site de Saint-Moritz en Suisse. Côté masculin, le Suisse David Zogg réalise le doublé descente-combiné et l'Allemand Franz Pfnür remporte le slalom. Côté féminin, la Suissesse Anny Rüegg remporte la descente, et l'Allemande Christl Cranz réalise le doublé slalom-combiné.
- 24-25 février : Quatrième édition de la Lauberhorn sur le site de Wengen en Suisse. Le Suisse Adolf Rubi réalise le triplé descente-slalom-combiné.

### Mars
- 17-18 mars : Septième édition de l'Arlberg-Kandahar sur le site de Mürren en Suisse. Côté masculin, le Suisse Otto Furrer réalise le triplé descente-slalom-combiné. Côté féminin, la Britannique Jeanette Kessler réalise le doublé descente-combiné, et l'Italienne Paola Wiesinger remporte le slalom.